# 孙炳
孙炳，山西代州（今山西代县）人，是一名清朝政治人物。
孙炳曾于1776年接替李宜随任宝山县知县一职，1777年由鞠　接任。